# Was eine Frau im Frühling träumt (film, 1959)
Pour plus de détails, voir Fiche technique et Distribution.
Was eine Frau im Frühling träumt (en français, Ce dont une femme rêve au printemps) est un film allemand réalisé par Erik Ode, sorti en 1959.

## Synopsis
Elisabeth Brandt est mariée depuis 20 ans au fabricant de jouets Johannes, pour qui le travail a toujours été plus important que sa famille. Même la lune de miel a dû être reportée à cause des dates et n'a finalement jamais eu lieu. Maintenant, Johannes manque le retour de sa fille Helga, qui a vécu en Suisse pendant deux ans, à cause de négociations commerciales avec les Japonais. Helga voulait être peintre, mais a pris une nouvelle décision alors qu'elle était loin. La jeune femme, considérée comme gâtée et gâtée, souhaite désormais devenir écrivain et adopte le nom de plume de "Therese Fanal".
C'est l'anniversaire d'Helga. Johannes organise une grande fête chez lui, à laquelle il invite également son collègue Fritz Bergstedt. La secrétaire de Johannes fait à Fritz un portrait de Helga, il veut acheter un portfolio de peintre pour son anniversaire. Dans la boutique, il rencontre Helga, qu'il n'a jamais vue auparavant, et s'intéresse à elle. En l'entendant délirer sur les écrivains, il se fait passer pour l'auteur Victor Molinar tandis qu'elle se présente à lui comme Thérèse Fanal. Aucun d'eux n'apparaît à la fête d'anniversaire, car Fritz prétend qu'il doit partir pour Paris. Cependant, il ne reste apparemment en ville que pour "Thérèse". Helga est heureuse, mais apprend bientôt que le vrai Victor Molinar est décédé il y a de nombreuses années. Fritz avoue qu'il n'est qu'un employé de la société Brandt et Helga est déjà sur le point de lui avouer qu'elle est la fille de son patron, mais il gronde la "fille gâtée" de son patron pour qu'elle le quitte, mais laisse entendre bien connaître Johannes et lui devoir beaucoup. Johannes, à son tour, promet à sa femme insatisfaite qu'il l'accompagnera pour la lune de miel à Constance pendant deux semaines, mais lui demande ensuite d'y aller sans lui, car il doit se rendre à Zurich pour affaires. Elisabeth se rend seule à Constance, tandis que Johannes s'envole pour Zurich avec Helga.
Au cours de son voyage, Elisabeth fait un détour par l'île de Mainau, où elle tombe sur l'amour de sa jeunesse, le violoniste Pierre Bonvant. Bien qu'il soit en couple avec la chanteuse Madeleine, il souffre de sa jalousie. Il passe la soirée avec Elisabeth, qui apprécie le fait qu'un homme laisse le travail pour être avec elle. Johannes, à son tour, reporte son arrivée à Constance au lendemain, car les partenaires commerciaux n'arriveront à Zurich que le lendemain. Elisabeth le découvre et veut maintenant passer la nuit sur l'île de Mainau. Cependant, les retrouvailles avec Pierre ne se passent pas comme prévu : alors qu'il veut se rapprocher d'elle dans le bateau sur le lac de Constance, elle reste fidèle à Johannes. Cependant, tous deux ne débarquent que le lendemain matin, car le bateau à moteur ne veut plus démarrer. À ce moment-là, Johannes était déjà arrivé à Constance, car le jaloux Fritz était étonnamment arrivé à Zurich pour sauver "Therese" de Johannes ; l'escroquerie peut être éclaircie et Fritz reprend les négociations à Zurich. Finalement, Johannes attend jalousement sa femme, qui à son tour, en raison de malentendus, croit bientôt que Johannes a une liaison avec Madeleine. Finalement, les deux couples s'entendent à nouveau et Fritz et Helga, dont la relation prend quelques tournants, deviennent également un couple. Johannes se rend également compte que son usine peut fonctionner sans lui : son petit fils Rudi a pu vendre sa propre invention aux Japonais et, avec l'aide de sa grand-mère, la commercialise dans le monde entier.

## Fiche technique
- Titre original : Was eine Frau im Frühling träumt
- Réalisation : Erik Ode assisté d'Ursula Baumann
- Scénario : Curth Flatow (de), Eckart Hachfeld (de)
- Musique : Willi Kollo
- Direction artistique : Emil Hasler, Walter Kutz
- Costumes : Maria Brauner
- Photographie : Karl Löb
- Son : Gerhard Müller
- Montage : Kurt Zeunert
- Production : Artur Brauner
- Société de production : CCC-Filmkunst
- Société de distribution : Prisma
- Pays d'origine :  Allemagne de l'Ouest
- Langue : Allemand
- Format : Couleur - 1,66:1 - mono - 35 mm
- Genre : romantique
- Durée : 99 minutes
- Dates de sortie :
  -  Allemagne de l'Ouest : 19 février 1959.
  -  France : 27 janvier 1961[1].

## Distribution
- Winnie Markus : Elisabeth Brandt
- Rudolf Prack : Johannes Brandt
- Claus Biederstaedt : Fritz Bergstedt
- Chariklia Baxevanos : Helga Brandt
- Ivan Desny : Pierre Bonvant
- Christine Görner : Madeleine Sommer
- Hilde Volk : la secrétaire Mlle Rabe
- Melanie Horeschovsky (de) : la grand-mère Brandt
- Roland Kaiser : Rudi Brandt
- Kurt Pratsch-Kaufmann : Otto, le chauffeur
- Monika Peitsch (de) : une amie de Helga

## Production
Was eine Frau im Frühling träumt est tourné dans un premier temps de mai à juin 1958 sur l'île de Mainau, à Constance, sur le lac de Constance et dans les studios CCC de Berlin-Spandau et à la gare de Berlin Zoologischer Garten. Le tournage est interrompu quand Rudolf Prack tombe malade. D'autres tournages ont lieu en novembre 1958 à Vienne.